# Búfarík
Búfarík (arabsky بوفاريك‎) je město v Alžírsku. Leží zhruba 30 kilometrů od Alžíru a v roce 1998 mělo bezmála padesát tisíc obyvatel.